# 2009年至2010年圣安东尼奥马刺赛季
2009–10 圣安东尼奥马刺赛季為馬刺队加盟NBA的第三十四個賽季，在圣安东尼奥的第三十七個賽季，也是經營第四十三個賽季。